# Bloodhound Gang
Bloodhound Gang je ameriška rock skupina iz Quakertowna (Pensilvanija), ustanovljena leta 1992, poznana predvsem po komičnih, pogosto satiričnih besedilih.

## Zgodovina
Bloodhound Gang so začeli kot majhna alternativna rock skupina leta 1992. Imenovali so se »Bang Chamber 8«. Skupino sta sestavila Jimmy Pop in Daddy Long Legs, ki sta se spoznala na srednji šoli Perkiomen Valley. Iz časa prve skupine je uspeh dosegla samo ena pesem z imenom Bang chamber 8.
Kmalu so ime skupine spremenili v Bloodhound Gang, hkrati pa so spremenili tudi zvrst glasbe, ki so jo igrali. Ime The Bloodhound Gang izhaja iz segmenta v otroški seriji iz osemdesetih »3-2-1 Contact«, ki je pripovedoval zgodbo treh otrok detektivov, ki so reševali skrivnostne zločine.
Skupina se je po dolgotrajnem iskanju kluba, ki bi jih gostil znašla v situaciji, ko je morala vaditi in igrati za pivo in cigarete v sobi Evila Jareda Hasselhoffa. Njihov prvi demo singel, z naslovom »Just Another Demo« je nastal prav tam. 
Aprila leta 1994, je skupina izdala svoj drugi demo singel poimenovan »The Original Motion Picture Soundtrack to Hitler's Handicapped Helpers«. To jim je prineslo pogodbo s Cheese Factory Records. V novembru leta 1994 so izdali prvi EP imenovan »Dingleberry Haze«. 
V poletju 1994 je imel Jimmy Pop majhno vlogo v kratkem filmu The Chick That Was Naked neodvisnega režiserja Kurta Fitzpatricka, v filmu pa je bil uporabljena tudi ena od pesmi skupine.

## Studijski albumi
- Use Your Fingers (1995)
- One Fierce Beer Coaster (1996)
- Hooray for Boobies (2000)
- Hefty Fine (2005)
- Hard-Off (2015)